# Takefumi Sakata
Takefumi Sakata (jap. 坂田健史 Sakata Takefumi;  ur. 29 stycznia 1980 w Hiroszimie) – japoński bokser, były zawodowy mistrz świata organizacji WBA w kategorii muszej (do 112 funtów).
Na zawodowym ringu zadebiutował pod koniec 1998. W 2001 zdobył tytuł zawodowego mistrza Japonii. Swój tytuł zdołał obronić trzy razy, m.in. remisując z przyszłym mistrzem świata organizacji WBC, Daisuke Naitō. W, kwietniu 2002, w swojej czwartej obronie, przegrał decyzją większości z Trashem Nakanumą. Do pojedynku rewanżowego obu pięściarzy doszło rok później. Sakata wygrał na punkty i odzyskał tytuł mistrza Japonii.
Sakata jeszcze dwukrotnie obronił ten tytuł, a następnie stanął przed szansą zdobycia tytułu mistrza świata WBA. 4 czerwca 2004 przegrał jednak decyzją większości z Lorenzo Parrą.
19 września 2005 roku obaj pięściarze spotkali się w walce rewanżowej. I tym razem Wenezuelczyk okazał się lepszy, ponownie pokonując Sakatę decyzją większości na punkty.
Po tej walce Japończyk odniósł pięć kolejnych zwycięstw, a następnie 2 grudnia 2006 przegrał z tymczasowym mistrzem WBA, Roberto Vasquezem. Mimo tego że Sakata w piątej rundzie leżał na deskach, pojedynek był wyrównany i bokser z Panamy wygrał walkę niejednogłośną decyzją sędziów.
19 marca 2007 zmierzył się po raz trzeci z Lorenzo Parrą. Po raz pierwszy zwyciężył Sakata, kończąc walkę już w trzeciej rundzie (TKO). Dodatkowo Parra nie zdołał zmieścić się w limicie wagowym.
W swojej pierwszej obronie mistrzowskiego pasa, 1 lipca 2007, po raz drugi zmierzył się z Roberto Vasquezem, pokonując go na punkty. Cztery miesiące później zremisował z Tajem Denkaosanem Kaovichitem i utrzymał tytuł mistrzowski. 29 marca 2008 po zaciętej walce (Sakata leżał na deskach w trzeciej rundzie) pokonał na punkty swojego rodaka Shingo Yamaguchiego. Cztery miesiące później pokonał na punkty kolejnego rodaka, Hiroyuki Hisatakę.
31 grudnia 2008 roku po raz drugi zmierzył się z Denkaosanem Kaovichitem. Japończyk został znokautowany już w drugiej rundzie i stracił na rzecz Taja tytuł mistrza świata WBA.
Na ring powrócił w czerwcu 2009 roku, pokonując jednogłośnie na punkty mało znanego Koreańczyka Jin-Man Jeona. Trzy miesiące później znokautował już w drugiej rundzie Decky Putrę.